# Beo (Doride)
Beo (in greco antico: Βόιο?) era una città dell'antica Grecia ubicata nella Doride.

## Storia
Si tratta di una delle quattro città fondate dai Dori, assieme a Pindo, Citinio e Eríneo, in una zona situata al centro della Locride Ozolia. Secondo Androne di Alicarnasso, i fondatori di queste città erano provenienti da una zona chiamata anche Doris, in Tessaglia, chiamata anche Estiotide.
Viene citata da Tucidide nella prima guerra del Peloponneso: nell'anno 458 o 457 a.C., i Focesi attaccarono le città di Beo, Eríneo e Citinio di Doride. Gli Spartani accorsero in loro difesa con un esercito comandato da Nicomede obbligando i Focesi a ritirarsi.